# Championnats d'Arabie saoudite de cyclisme sur route
Les championnats d'Arabie saoudite de cyclisme sur route sont les championnats nationaux de cyclisme sur route d'Arabie saoudite.

## Hommes

### Podiums de la course en ligne
| Année | Vainqueur        | Deuxième          | Troisième          |
| ----- | ---------------- | ----------------- | ------------------ |
| 2006  | Fathy Al Musalum |                   |                    |
| 2021  | Mostafa Alrabie  | Ali Salman Jassas | Ali Al Shaikhahmed |
| 2025  | Alhur Alkulaif   | Abdullah Alhidan  | Jehad Alfairouz    |

### Podiums du contre-la-montre
| Année | Vainqueur         | Deuxième         | Troisième                |
| ----- | ----------------- | ---------------- | ------------------------ |
| 2006  | Fathy Al Musalum  |                  |                          |
| 2020  | Mostafa Alrabie   | Mohammed Aljaber | Alin Alsulaymi           |
| 2021  | Mohammed Aljaber  | Mostafa Alrabie  | Alin Alsulaymi           |
| 2025  | Ali Salman Jassas | Faisal Alshaya   | Abdulaziz Ahmed Alomrani |

## Femmes

### Podiums de la course en ligne
| Année | Vainqueur       | Deuxième     | Troisième      |
| ----- | --------------- | ------------ | -------------- |
| 2021  | Ahlam Alzaid    | Sara Almadhi | Maha Aljaafari |
| 2025  | Mashael Alhazmi | Razan Zadah  | Hind Basuwitin |

### Podiums du contre-la-montre
| Année | Vainqueur       | Deuxième        | Troisième      |
| ----- | --------------- | --------------- | -------------- |
| 2020  | Ahlam Alzaid    | Alanoud Almajed | Alaa Alzahrani |
| 2025  | Mashael Alhazmi | Fatima Aleisa   | Razan Zadah    |